# Josip Mitrović
Pour les articles homonymes, voir Mitrović.
Josip Mitrović, né le 11 juin 2000 à Osijek en Croatie, est un footballeur croate qui joue au poste d'ailier droit au Slaven Belupo.

## Biographie

### En club
Né à Osijek en Croatie, Josip Mitrović est formé par le HNK Rijeka. Il joue son premier match en professionnel le 26 septembre 2018, à l'occasion d'un match de coupe de Croatie contre le NK Križevci (en). Il entre en jeu en cours de partie, lors de cette rencontre remportée largement par son équipe, sur le score de neuf buts à zéro.
En juillet 2019, il est prêté au NK Inter Zaprešić, club avec lequel il découvre la première division croate.
Le 11 août 2020, il s'engage en faveur du HNK Gorica, où il signe un contrat de quatre ans,. Il joue son premier match avec sa nouvelle équipe le 22 août 2020, lors d'une rencontre de championnat face au NK Slaven Belupo. Il entre en jeu à la place de Kristijan Lovrić et son équipe s'impose par deux buts à un. Il inscrit ses deux premiers buts en faveur de Gorica le 7 octobre 2020, en coupe de Croatie, contre le NK Sesvete (en). Il est titulaire et contribue à la victoire des siens avec son doublé (3-4 score final).
Le 5 juillet 2024, Josip Mitrović prend la direction des Pays-Bas pour s'engager en faveur du Fortuna Sittard. Il signe un contrat de trois ans, soit jusqu'en juin 2027,.

### En sélection
Avec les moins de 17 ans, il inscrit un but lors d'un match amical face à l'Allemagne, en septembre 2016 (défaite 2-3). L'année suivante, il participe au championnat d'Europe de la catégorie organisé dans son pays natal. Lors de cette compétition, il joue trois matchs. Avec un bilan d'une seule victoire et deux défaites, la Croatie est éliminée dès le premier tour du tournoi.
Avec les moins de 19 ans, il inscrit un but lors d'un match amical face à l'Italie, en août 2018 (défaite 3-2).
Le 17 novembre 2020, il figure pour la première fois sur le banc des remplaçants de l'équipe espoirs, mais sans entrer en jeu, lors d'une rencontre face à la Lituanie. Ce match gagné sur le large score de 7-0 rentre dans le cadre des éliminatoires de l'Euro espoirs 2021.